# 拉姆齐修道院
拉姆齐修道院（英語：Ramsey Abbey），是英格兰亨廷登郡拉姆齐（现剑桥郡的一部分）的一座本笃会修道院。它大约成立于公元969年，于1539年解散。现为在册古迹。英格兰学者僧侣拉姆齐的伯费尔特曾受伍斯特的奧斯瓦爾德在此任教。